# Archibald C. Niven
Archibald Campbell Niven (* 8. Dezember 1803 in Newburgh, New York; † 21. Februar 1882 in Monticello, New York) war ein US-amerikanischer Jurist und Politiker. Zwischen 1845 und 1847 vertrat er den Bundesstaat New York im US-Repräsentantenhaus.

## Werdegang
Archibald Campbell Niven wurde Anfang des 19. Jahrhunderts in Newburgh geboren und wuchs dort auf. In dieser Zeit schloss er seine Vorstudien ab. Zwischen 1828 und 1840 war er Vormundschafts- und Nachlassrichter (surrogate) im Sullivan County. Dann war er 1844 Adjutant General von New York. Politisch gehörte er der Demokratischen Partei an.
Bei den Kongresswahlen des Jahres 1844 für den 29. Kongress wurde Niven im neunten Wahlbezirk von New York in das US-Repräsentantenhaus in Washington, D.C. gewählt, wo er am 4. März 1845 die Nachfolge von James G. Clinton antrat. Er schied nach dem 3. März 1847 aus dem Kongress aus.
Zwischen 1847 und 1850 war er Bezirksstaatsanwalt im Sullivan County. Er saß in den Jahren 1864 und 1865 im Senat von New York. Er starb am 21. Februar 1882 in Monticello und wurde auf dem Rock Ridge Cemetery beigesetzt.